# باشگاه فوتبال النهضه عمان
باشگاه فوتبال النهضه عمان (عربی: نادی النهضه) یک باشگاه ورزشی مستقر در ال بریمی، عمان است. این باشگاه در حال حاضر در لیگ حرفه‌ای فوتبال عمان بازی می‌کند و زمین خانگی این تیم بنام ورزشگاه ال بریمی است. استادیوم بازیهای رسمی این تیم متعلق به دولت است و خود این تیم نیز ورزشگاه تمرینی شخصی خود و تجهیزات ورزشی و همچنین امکانات آموزشی جداگانه ای هم دارد.

## تاریخچه
این باشگاه تنها یک تاریخچه مختصر دارد و در سال ۲۰۰۳ تأسیس شد؛ و تا به حال یک بار حضور در مقدماتی 2008 AFC Cup و رسیدن به نیمه نهایی است. نام باشگاه به معنای واقعی کلمه ترجمه از «رنسانس» در زبان عربی است.

## چند منظوره بودن باشگاه
هر چند این باشگاه به خاطر تیم فوتبالش شناخته می‌شود اما این باشگاه مانند بسیاری از باشگاه‌های دیگر در عمان فقط در رشته فوتبال فعالیت ندارد و در رشته‌هایی همچون هاکی روی چمن، والیبال، هندبال بسکتبال، بدمینتون و اسکواش فعال است. این باشگاه همچنین تیم فوتبال جوانان در رقابتهای جوانان در لیگ عمان را دارد.

## حامیان مالی
این باشگاه در طول سال حامیان مالی زیادی دارد؛ که در حال حاضر کلم آن‌ها را حمایت می‌کند.

## دستاوردهای
- عمان لیگ حرفه ای (۳):
- جام سلطان قابوس (۰):
- لیگ کاپ عمان (۱):
- سوپر جام عمان (۲):

## باشگاه عملکرد-مسابقات بین‌المللی

### مسابقات AFC
- ۲۰۱۵: دور مقدماتی ۲

- ۲۰۰۸: نیمه نهایی
- ۲۰۱۰: مرحله گروهی

- عرب، لیگ قهرمانان اروپا: ۱ ظاهر
- شورای همکاری خلیج فارس لیگ قهرمانان اروپا: ۳ حضور

- ۲۰۰۸: مرحله گروهی
- ۲۰۱۲: مرحله گروهی
- ۲۰۱۴: نیمه نهایی